# Yūko Koike
Yūko Koike (jap. 小池 由扶子, Koike Yūko; * 21. September 1967) ist eine japanische Badmintonspielerin. 

## Karriere
Yūko Koike wurde 1992 japanische Meisterin im Damendoppel mit Tokiko Hirota. In der darauffolgenden Saison konnten beide diesen Titel verteidigen. International wurde sie 1991 Neunte bei der Weltmeisterschaft und 1993 Zweite bei den Denmark Open.

## Sportliche Erfolge
| Saison | Veranstaltung                | Disziplin   | Platz | Name                       |
| ------ | ---------------------------- | ----------- | ----- | -------------------------- |
| 1991   | Weltmeisterschaft            | Damendoppel | 9     | Yūko Koike / Tokiko Hirota |
| 1992   | Japan: Einzelmeisterschaften | Damendoppel | 1     | Yūko Koike / Tokiko Hirota |
| 1993   | Japan: Einzelmeisterschaften | Damendoppel | 1     | Yūko Koike / Tokiko Hirota |
| 1993   | Denmark Open                 | Damendoppel | 2     | Yūko Koike / Tokiko Hirota |